# Antidaphne wrightii
Antidaphne wrightii är en sandelträdsväxtart som först beskrevs av Grisebach, och fick sitt nu gällande namn av J. Kuijt. Antidaphne wrightii ingår i släktet Antidaphne och familjen sandelträdsväxter. Inga underarter finns listade i Catalogue of Life.